# Esfinge de Taraca
A Esfinge de Taraca é uma estátua de esfinge feita gneisse granítico arenoso e que tem a face de Taraca, um rei núbio que foi um dos governantes da XXV dinastia egípcia (747-656 a.C.) e do Reino de Cuxe. Hoje a estátua está no Museu Britânico em Londres.
A esfinge de Taraca é significativamente pequena, tendo 73 centímetros de comprimento), 100 vezes menor do que a Esfinge de Giza. Ela é, porém, notável por seus proeminentes elementos egípcios e cuxitas misturados. O leão retratado na esfinge é feito no estilo egípcio clássico, enquanto o rosto da Esfinge é claramente o de Taraca, um núbio cuxita. Uma inscrição em  hieróglifos na estátua explica que se trata um retrato do grande Rei Taraca, o quarto faraó que dominou sobre os reinos combinados de Cuxe e do Antigo Egito durante o Terceiro Período Intermediário.

## Taraca
Taraca foi o último rei nubiano que governou o Egito. Ele foi derrotado pelos reis assírios Assaradão e Assurbanípal. Seu reinado durou de 690, quando conquistou Xabataca, até sua morte em 664. Era de Piiê e Abar e o pai, Amenirdis II. Taraca foi um dos governantes de Cuxe que dominou o Egito como Vigésima quinta dinastia. Foi um importante governante do Egito antigo, iniciando uma idade de ouro para o seu novo reino. Embora Taraca não fosse de descendência egípcia, ele adorava o deus egípcio Amon, fez construir pirâmides e templos no modelo egípcio e fazia com que seus funcionários escrevessem em hieróglifos egípcios.

## Estátua
A estátua é uma esfinge, representando assim aqui o imenso poder de um faraó egípcio e cuxita, Taraca, cujo rosto é mostrado com sua coroa com dois uraus, os símbolos da realeza, e o nome de Taraca aparece em um cartuchio no peito da esfinge. A estátua é considerada "uma obra-prima da arte Cuxita."
A estátua foi escavada no Templo T, na área a leste da parte sudeste do Templo de Ámon em Kawa (hoje Gematon), em Núbia (agora Sudão), durante as escavações da Missão Arqueológica da Universidade de Oxford durante a década de 1930. A construção desse templo foi iniciada em 683 a.C. por Taraca.
A estátua é um objeto de especial destaque no Museu Britânico  e foi selecionada como o 22º objeto do na série Uma História do Mundo em 100 Objetos  apresentada pelo diretor do Museu Britânico Neil MacGregor e transmitida na BBC Radio 4 em 2010.